# Bože pravde
Bože pravde je himna Republike Srbije. Glazbu je skladao Davorin Jenko, a tekst napisao Jovan Đorđević 1872. Izvorni stihovi napisani su za kazalištnu predstavu „Markova sablja“ koja je premijerno izvedena te iste godine u čast punoljetnosti kneza Milana Obrenovića.
Bože pravde je prvotno bila svečana pjesma koja je postala himnom Kneževine Srbije. Krunidbom Milana Obrenovića za kralja, 1882. godine, Srbija postaje samostalnim kraljevstvom i u stihovima se veliča srpski kralj.  Republika Srbija od 2004. koristi novu himnu temeljem preporuke Narodne skupštine Republike Srbije i zaključaka Vlade Republike Srbije, a od 2006. i temeljem odredbe Ustava Republike Srbije. Od 2009. zakonom su određeni, prethodno 2004. godine preporučeni, stihovi u kojim se ne spominje kruna, ni kralj, niti kraljevstvo i tako promijenjenu svečanu pjesmu koristi se kao službenu državnu himnu.
Bilo je prijedloga uporabe riječi Našu zemlju umjesto srpske zemlje.
Republika Srpska koristila je inačicu himne Kraljevine Srbije, koja je odlukom Ustavnoga suda BiH od 28. siječnja 2007. stavljena izvan snage kao osporena, jer nije predstavljala svih tri konstitutivna naroda u BiH.
Na referendumu o nacionalnim simbolima, 31. svibnja 1992., većina je građana bila za zastavu s crvenom petokrakom, tradicionalni grb Srbije u obliku crvenoga štita s križem i četiri ocila, ali bez dvoglavoga orla, te za budnicu Marš na Drinu kao nesuđenu himnu.  Referendum prema pravilima nije uspio, jer nije izašlo preko 50% upisanih birača (uključujući i birače na Kosovu). Po Ustavu Republike Srbije iz 1990. himna Republike Srbije postala bi isključivo propisani tekst nakon ustavnoga referenduma. Prihvaćanje isključivo propisanog teksta himne, na referendumu, uspjelo bi u slučaju izjašnjavanja preko 50% građana upisanih u biračke popise za pojedini tekst, a ne samo 50% od broja građana koji izađu na referendum, uz temeljni uvjet izlaska preko 50% upisanih birača. Novi Ustav Republike Srbije iz 2006. prenio je ovlast utvrđivanja himne na zakonodavno tijelo koje običnom većinom donosi zakon o nacionalnim simbolima.
Trenutačno postoje nedoumice o pripjevnim stihovima koji zakonski glasi „Bože spasi, Bože brani  ·  moli ti se srpski rod!“. Umjesto toga pripjeva Vlada Republike Srbije pod predsjedanjem Vojislava Koštunice promicala je stihove „Srbiju nam Bože brani  ·  moli ti se srpski rod!“, a javni radijski i televizijski servis jednostavno ponavlja tekst „Bože spasi, Bože hrani  ·  srpske zemlje, srpski rod“. Političke elite odlučile su rabiti kao drugi stih pripjeva tekst „moli ti se sav narod!“, koji se rabio u himni Kraljevine Jugoslavije u inačici „moli ti se sav naš rod!“, i nakon 1945. kao neutralni oblik teksta. Pripjev se obvezno pjeva nakon druge, četvrte i šeste kitice.

### Tekstovi himne
| Bože pravde, ti što spase Od propasti dosad nas, Čuj i odsad naše glase I od sad nam budi spas. Moćnom rukom vodi, brani Budućnosti srpske brod, Bože spasi, Bože hrani, Srpske zemlje, srpski rod! Složi srpsku braću dragu Na svak' dičan slavan rad, Sloga biće poraz vragu A najjači srpstvu grad. Nek na srpskoj blista grani Bratske sloge zlatan plod, Bože spasi, Bože hrani Srpske zemlje, srpski rod! Nek' na srpsko vedro čelo Tvog ne padne gneva grom Blagoslovi Srbu selo Polje, njivu, grad i dom! Kad nastupe borbe dani K’ pobedi mu vodi hod Bože spasi, Bože hrani Srpske zemlje, srpski rod! Iz mračnoga sinu groba Srpske slave novi sjaj Nastalo je novo doba Novu sreću, Bože daj! Otadžbinu srpsku brani Pet vekovne borbe plod Bože spasi, Bože brani Moli ti se srpski rod! | Bože pravde, Ti što spase Od propasti, do sad nas, Čuj i od sad naše glase I od sad nam budi spas! Moćnom rukom vodi, brani Budućnosti srpske brod, Bože spasi, Bože hrani Srpskog kralja, srpski rod! Složi srpsku braću dragu Na svak’ dičan, slavan rad: Sloga biće poraz vragu A najjači srpstvu grad! Nek’ na srpstva blista grani Bratske sloge, zlatan plod, Bože spasi, Bože hrani Srpskog kralja, srpski rod! Nek’ na srpstva vedro čelo Tvog ne padne gneva grom, Blagoslovi Srbu selu, Polje, njivu, grad i dom! Kad nastupe borbe dani, K’ pobedi mu vodi hod, Bože spasi, Bože hrani Srpskog kralja, srpski rod! Iz mračnoga sinu groba, Srpske krune novi sjaj, Nastalo je novo doba, Novu sreću, Bože daj! Kraljevinu srpsku brani Petvekovne borbe plod, Srpskog kralja, Bože hrani, Moli ti se srpski rod! |
| Bože pravde, ti što spase od propasti dosad nas, čuj i odsad naše glase i od sad nam budi spas. Moćnom rukom vodi, brani budućnosti srpske brod, Bože spasi, Bože hrani, srpske zemlje, srpski rod! Bože spasi, Bože brani moli ti se srpski rod! | Bože pravde, Ti što spase Od propasti, do sad nas, Čuj i od sad naše glase I od sad nam budi spas! Moćnom rukom vodi, brani Budućnosti srpske brod, Bože spasi, Bože hrani Srpskog kralja, srpski rod! Srpskog kralja, Bože hrani Moli ti se srpski rod! Nek’ na srpsko vedro čelo Tvog ne padne gneva grom, Blagoslovi Srbu selu, Polje, njivu, grad i dom! Kad nastupe borbe dani, K’ pobedi mu vodi hod, Bože spasi, Bože hrani Srpskog kralja, srpski rod! Srpskog kralja, Bože hrani Moli ti se srpski rod! |

## O uporabi pjesme Bože pravde kao himne u Republici Srpskoj
Republika Srpska, entitet u Bosni i Hercegovini usvojio je Bože pravde kao svoju državnu himnu. Međutim, u skladu s odlukom Ustavnog suda BiH, Narodna skupština Republike Srpske usvojila je 31. svibnja 2007. izmjene Ustavnog zakona o zastavi, grbu i himni, prema kojima je himna Republike Srpske skladba Davorina Jenka iz 1872., napisana za kazališnu predstavu „Markova sablja“, bez teksta. Riječ je o himni Bože pravde, koja se izvodi bez teksta.
Predstavnici iz reda bošnjačkoga naroda tražili su očitovanje od Ustavnoga suda Republike Srpske koji je potvrdio ustavnost prethodno navedenoga zakona.
Bože Pravde više nije himna entiteta Republika Srpska ni u kom obliku pa ni u instrumentalnom.

## Vanjske poveznice
- Himna Republike Srbije